# De turno con la muerte
De turno con la muerte es una película en blanco y negro de Argentina dirigida por Julio Porter sobre su propio guion escrito en colaboración Raúl Gurruchaga que se estrenó el 22 de noviembre de 1951 y que tuvo como protagonistas a Roberto Escalada, Silvana Roth, Eduardo Cuitiño y Enrique Chaico. La coreografía es de Irina Borovsky.

## Sinopsis
Un joven médico trata de sobrellevar sus dramas íntimos y, al mismo tiempo, cumplir los deberes de su profesión.

## Reparto
- Roberto Escalada ... Dr. Gerardo Solar
- Silvana Roth ... Delia Urbey
- Eduardo Cuitiño ... Raimundo Fontana
- Enrique Chaico ...  Graciano Urbey
- Irina Borovsky
- Alejandro Maximino ... Paciente rico con indigestión
- Nathán Pinzón ... Braulio
- Zoe Ducós ... Mujer que perdió a su bebé
- José Nájera
- Adolfo Linvel ... Administrador de los bienes de Fontana
- Orestes Soriani
- Aurelia Ferrer ... Paciente anciana
- Antonio Martiánez ... Dr. López
- Nenina Fernández
- Paquita Muñoz
- Félix Tortorelli
- Antonio Alemany
- Enrique Villegas
- José Guisone
- Olga Gatti
- Tito Svendsen
- Alba Solís
- Pablo Cumo
- José Ferrari

## Comentarios
El Heraldo del Cinematografista dijo:

”Porter acumula demasiados episodios, deficientemente sintetizados al  margen de la trama central.”

Por su parte King opinó:

”Es feliz en su concepción el argumento… su línea dramática exalta la labor de los médicos a través de uno de ellos… (quien)… mientras vive en el hospital su propio problema, sale de él, para procurar alivio físico y moral a quienes también sufren.”